# (329230) 2012 EN4
(329230) 2012 EN4 (inne oznaczenia: K07C54V, 2007 CV54) – planetoida z głównego pasa planetoid, odkryta w lutym 2007 roku przez Macieja Małkowskiego i Piotra Tylendę, uczniów X Liceum Ogólnokształcącego z Zespołu Szkół im. prof. Stefana Banacha w Toruniu. Jest to pierwsza planetoida odkryta przez polskich uczniów w ramach programu International Asteroid Search Campaign. Odkrycie zostało potwierdzone 19 lutego 2007 roku przez harwardzkie Minor Planet Center i Międzynarodową Unię Astronomiczną. Nazwa planetoidy jest oznaczeniem tymczasowym.
Udział uczniów w kampanii polega na przeglądaniu zdjęć przysłanych przez Astronomical Research Institute, wyszukiwaniu obiektów, które mogą być planetoidami poprzez ich analizę tych zdjęć i obróbkę przy pomocy specjalnego oprogramowania, a następnie raportowaniu swoich propozycji do ARI, gdzie spostrzeżenia te są ponownie analizowane. Później ewentualne odkrycia zostają potwierdzane.